# Osmia haemorrhoa
Osmia haemorrhoa är en biart som beskrevs av Morawitz 1886. Osmia haemorrhoa ingår i släktet murarbin, och familjen buksamlarbin. Inga underarter finns listade i Catalogue of Life.